# 의인왕후
의인왕후 박씨(懿仁王后 朴氏, 1555년 5월 15일(음력 4월 15일) ~ 1600년 7월 26일(음력 6월 27일))는 조선 선조의 정비이다. 성은 박(朴)이고, 본관은 반남(潘南), 존호는 장성(章聖)이며, 시호는 의인(懿仁)이다. 
인품이 후덕하였으나 자녀를 낳지 못했다. 그러나 공빈 김씨(恭嬪 金氏)의 소생인 임해군(臨海君)과 광해군(光海君)을 친자식처럼 돌보았으며, 뒷날 광해군을 양자로 맞아들이기도 했다.

## 생애

### 탄생과 가계
1555년(명종 10년) 4월 15일, 아버지 반성부원군 박응순(朴應順)과 어머니 완산부부인 이수(李壽)의 딸로 태어났다.
의인왕후의 외할아버지인 문천정 이수갑은 세종의 여덟째 왕자인 계양군의 증손자이다. 또한 계양군의 부인인 정선군부인 한씨는 소혜왕후의 언니이기 때문에 의인왕후와 선조는 세종과 한확을 공통 조상으로 한다.
| ┌─→  | 세조   | → | 덕종   | → | 성종   | → | 중종   | → | 덕흥대원군 | → | 선조     |
| 세종 |        |   |        |   |        |   |        |   |            |   |          |
| └─→  | 계양군 | → | 영원군 | → | 도안군 | → | 이수갑 | → | 완산부부인 | → | 의인왕후 |

| ┌─→  | 세조   | → | 덕종   | → | 성종   | → | 중종   | → | 덕흥대원군 | → | 선조     |
| 세종 |        |   |        |   |        |   |        |   |            |   |          |
| └─→  | 계양군 | → | 영원군 | → | 도안군 | → | 이수갑 | → | 완산부부인 | → | 의인왕후 |

| ┌─→  | 정의공주 | → | 안온천 | → | 안씨부인 | → | 정세호 | → | 하동부대부인 | → | 선조     |
| 세종 |          |   |        |   |          |   |        |   |              |   |          |
| └─→  | 계양군   | → | 영원군 | → | 도안군   | → | 이수갑 | → | 완산부부인   | → | 의인왕후 |

| ┌─→  | 정의공주 | → | 안온천 | → | 안씨부인 | → | 정세호 | → | 하동부대부인 | → | 선조     |
| 세종 |          |   |        |   |          |   |        |   |              |   |          |
| └─→  | 계양군   | → | 영원군 | → | 도안군   | → | 이수갑 | → | 완산부부인   | → | 의인왕후 |

| ┌─→  | 소혜왕후   | → | 성종   | → | 중종   | → | 덕흥대원군 | → | 선조       |   |          |
| 한확 |            |   |        |   |        |   |            |   |            |   |          |
| └─→  | 정선군부인 | → | 영원군 | → | 도안군 | → | 이수갑     | → | 완산부부인 | → | 의인왕후 |

| ┌─→  | 소혜왕후   | → | 성종   | → | 중종   | → | 덕흥대원군 | → | 선조       |   |          |
| 한확 |            |   |        |   |        |   |            |   |            |   |          |
| └─→  | 정선군부인 | → | 영원군 | → | 도안군 | → | 이수갑     | → | 완산부부인 | → | 의인왕후 |

할아버지 박소(1493~1534)는 1519년(중종 14) 문과에 장원급제하여 사헌부 지평 등을 지냈으나 권신 김안로가 권력을 전횡하여 사람들이 화를 입자 합천으로 낙향했다. 그러나 그의 아들 5명과 손자 17명은 모두 학식과 덕행이 뛰어났기에 존경을 받았다. 박소의 장남 박응천은 세자의 스승이 되었고, 차남 박응순은 선조의 장인이 되고 삼남과 사남 모두 문과급제하여 참판까지 올랐기에 아들 대에 반남 박씨는 조선의 주요 가문이 되었다.
의인왕후의 아버지 방응순은 문과에 낙방하였지만 의금부도사로 특채된후 사헌부 감찰 등을 지냈고 딸이 선조의 왕비가 되자 반성부원군에 봉해져 도총부 도총관 등을 지냈다. 그러나 항상 몸가짐을 조심하여 그가 국구(國舅, 왕의 장인)임을 모르는 자들이 있을 정도였다고 한다.

### 왕비 시절
1569년(선조 2년), 왕비로 책봉되었다. 왕실의 웃어른인 인성왕후와 인순왕후를 예를 다하여 섬겼으며 후덕한 인품을 지녔으나 선조와의 사이에서 자녀를 두지 못했다. 이런 이유로 자식의 생산을 기원하기 위해 전국 각지에 원찰(願刹)을 설치하였고 건봉사(乾鳳寺)와 법주사 등을 비롯한 여러 사찰에 자주 재물을 베풀었다. 1572년(선조 5년), 친잠례를 거행하였다.
1577년(선조 10년), 당시 선조의 총애를 받던 후궁인 공빈 김씨가 산후병으로 죽자, 공빈의 두 아들인 임해군과 광해군의 어머니가 되어 이들을 보살폈다. 공빈이 죽은 후에는 선조의 모든 총애가 인빈 김씨에게 기울었다. 임진왜란이 발발하자 선조는 인빈만을 데리고 숙천과 영유현을 거쳐 의주로 파천하였고, 의인왕후는 선조와 떨어져 평안도 강계로 피난을 떠났다. 이후 한양이 수복되자 선조는 인빈을 데리고 한양으로 돌아왔지만 의인왕후는 여전히 해주에 머물렀다.
전란 중 왕세자에 책봉된 광해군의 모후이자 후견인으로서 입지를 공고히 하였다. 1593년(선조 26년), 선조가 선위 파동을 일으키자 광해군이 단식으로 맞섰고, 의인왕후는 광해군에게 죽을 먹을 것을 권하였다.
1594년(선조 27년), 의인왕후는 해주의 굶주리는 백성들을 구휼하라고 전교를 내렸다. 또한 농사철이므로 해주 백성들의 사역 또한 금지할 것을 전교하였다. 1595년(선조 28년), 사간원과 승정원의 대신들이 해주에 머물고 있는 의인왕후를 도성으로 환어할 것을 청하였으나 선조는 윤허하지 않고 미적지근한 반응을 보였다. 이후 재차 의인왕후의 환어를 청하자 허락하였다. 11월 22일, 도성을 떠난지 3년 8개월여만에 환도하여 대신들의 문안을 받았다.
1597년(선조 30년), 정유재란이 발발하자 이번에도 선조는 인빈을 데리고 피난을 떠났고, 의인왕후는 광해군과 함께 피난길에 올라 황해도 수안에 머물렀다.

### 사망
1600년(선조 33년) 6월 24일, 불면증, 식욕 부진과 음식을 먹으면 구토하는 증상 및 숨이 가쁘고 가래 끓는 소리를 내는 등의 증상을 앓았다. 6월 27일, 증세가 위급해졌고 곧 죽었다. 선조는 비망기를 내려 다음과 같이 의인왕후를 칭송하였다.
 
| “ | 대행(大行, 의인왕후)이 곤전에 있으면서 두 대비(大妃, 공의왕대비 · 의성왕대비)를 받들어 섬김에 정성과 효를 다하였고, 나를 섬김에도 공경을 다하여 한결같이 어김이 없었다. 그리고 외가의 사사로운 일로 요구하지 않았으며, 빈어(嬪御, 후궁)를 대함에도 은애가 지극하여 그들 보기를 수족같이 할 뿐만이 아니었다. 여러 아이들을 어루만지기를 자기 소생보다 지나치게 하여 항상 자신의 곁에 두기에, 내가 간혹 그 소행을 시험하여 여러 아이들을 장난삼아 질책하면 문득 대행 왕비의 뒤로 도망가 숨곤 하였는데, 대행 왕비는 곧 치마폭을 당겨 그들을 가려 주었다. 【여기에서 대행 왕비가 여러 아이들을 친애하고 여러 아이들이 대행 왕비를 친애하여 받들었던 점을 볼 수 있기 때문에 아울러 언급하였다.】 평생 동안 조급히 서두르는 언행과 표정을 나타내지 않으며, 궁인과 여종에 대해서도 또한 일찍이 화를 내어 꾸짖지 않았다. 그리고 투기하는 마음, 의도적인 행동, 수식(修飾)하는 말 같은 것은 마음속에 두지 않았을 뿐 아니라 비록 권하여도 하지 않았으니, 대개 그 천성이 이와 같았다. 인자하고 관후하며 유순하고 성실한 것이 모두 사실로 저 푸른 하늘에 맹세코 감히 한 글자도 과찬하지 않는다. 아, 하늘은 착한 사람에게 복을 주어 대덕(大德)은 반드시 장수하는 법이건만, 불행히도 자식을 두지 못하고 수명 또한 길지 못하였으니, 천도는 과연 지각이 있는 것인가. 운명이란 이처럼 일정하지 않은 것인가. 마후(馬后)의 덕행으로도 자식을 두지 못하였고 또 장수하지 못하였다. 내 이에 하늘을 원망하지 않을 수 없다. | ” |— 선조

### 존호와 시호
1590년(선조 23년), 장성(章聖)의 존호가 올려졌다. 1604년(선조 37년), 휘열(徽烈), 1610년(광해군 2년)에는 정헌(貞憲)을, 1892년(고종 29년)에는 경목(敬穆)의 휘호가 추상되었다. 시호는 의인(懿仁)이다. 존호와 휘호, 시호를 모두 합친 정식 시호는 장성휘열정헌경목의인왕후(章聖徽烈貞憲敬穆懿仁王后)이다.

### 능묘
능은 경기도 구리시 동구릉로에 있는 목릉(穆陵)으로 동원이강릉의 형식으로 한 권역 내에 선조와 의인왕후. 계비인 인목왕후가 따로 묻혀 있다. 의인왕후의 능호는 원래 유릉(裕陵)으로 조성되었으나 선조의 목릉을 의인왕후의 능 북쪽으로 이장하면서 유릉을 목릉으로 고쳐 한 권역 내에 속하게 되었다.

## 가족 관계
| - 조부 : 박소(朴紹, 1493~1534) - 조모 : 남양 홍씨(貞敬夫人 南陽 洪氏, ?~1578) - 부친 : 반성부원군(潘城府院君) 박응순(朴應順, 1526 ~ 1580) - 외조부 : 문천정(文川正) 이수갑(李壽甲, 1495 ~ 1568) - 계양군의 증손 - 외조모 : 김극핍(金克愊)의 5녀 광산 김씨 - 모친 : 완산부부인(完山府夫人) 이수(李壽, 1528 ~ 1595) - 오빠 : 박동언(朴東彦, 1553∼ 1605) | - 남편 : 선조(宣祖, 1552 ~ 1608) - 양자 : 광해군(光海君, 1575 ~ 1641) |

## 관련 작품
- 《임진왜란》 (MBC, 1985~1986, 배우:김용선)
- 《왕의 여자》 (SBS, 2003~2004, 배우:이효춘)
- 《불멸의 이순신》 (KBS, 2004~2005, 배우:황미선)
- 《왕의 얼굴》 (KBS, 2014~2015, 배우:임지은)
- 《징비록》 (KBS, 2015, 배우:황인영)
- 《마녀보감》 (JTBC, 2016, 배우:강한나)